# Topolka (Fluss)
Die Topolka (mazedonisch Тополка) ist ein Fluss im Zentrum Nordmazedoniens. Ihre Quelle liegt am Jakupica-Gebirge unterhalb des Gipfels Solunska Glava, dem fünfhöchstem Berg Nordmazedoniens. Der Fluss hat eine Länge von 45 km und sein Einzugsgebiet umfasst eine Fläche von 313 km². Topolka fließt südlich bzw. südwestlich von Veles. Der Fluss fließt durch die Dörfer Gorno Jabolčište, Lisiče, Drenovo, Golozinci, Čaška und Dolno Orizari, bevor er in den Vardar, den größten Fluss Nordmazedoniens, fließt. Zu den weiteren Dörfern, an denen die Topolka vorbeifließt, gehören 
Melnica, Elovec und Rakovec. Der Vardar mündet letztlich in das Ägäische Meer.